# Alloplectus
Alloplectus es un género de plantas neotropicales de la familia Gesneriaceae. Una reciente revisión del género incluye a cinco especies, con la mayoría de especies en el género tradicionalmente circunscripto y transferido de Crantzia, Glossoloma, y Drymonia.

## Descripción
Son hierbas grandes o arbustos no rizomatosos, terrestres o epífitos, muchas veces las hojas con el envés morado o púrpura; flores con fascículos axilares, brácteas, con los sépalos foliáceos, coloridos, corola tubular, amarilla o rojiza, gibosa, contraída o no en el cuello, fruto capsular, carnoso y dehiscente con dos valvas (Vargas 2002).

## Taxonomía
El género fue descrito por Carl Friedrich Philipp von Martius y publicado en Nova Genera et Species Plantarum . . . 3: 53. 1829.
Etimología
Alloplectus: nombre genérico que deriva de las palabras griegas άλλος, allos = "diversa", y πλεκτος, plectos = "pinza, frunce", aludiendo al cáliz que se encuentra recurvado.

## Especies
- Alloplectus aquatilis C.V.Morton
- Alloplectus hispidus (Kunth) Mart.
- Alloplectus inflatus J.L.Clark & L.E.Skog
- Alloplectus tessmannii Mansf.
- Alloplectus weirii (Kuntze) Wiehler

### Especies transferidas
- Alloplectus herthae = Glossoloma herthae
- Alloplectus martinianus = Glossoloma martinianum
- Alloplectus penduliflorus = Glossoloma penduliflorum
- Alloplectus tetragonus = Glossoloma tetragonum[5]